# تاسنولت (ماسة)
تاسنولت هي إحدى مشيخات المملكة المغربية، تتبع جغرافيا لإقليم شتوكة آيت باها وإداريًا لماسة. يقدر عدد سكانها بـ 4594 نسمة حسب الإحصاء الرسمي للسكان والسكنى لسنة 2004.